# Villers-Allerand

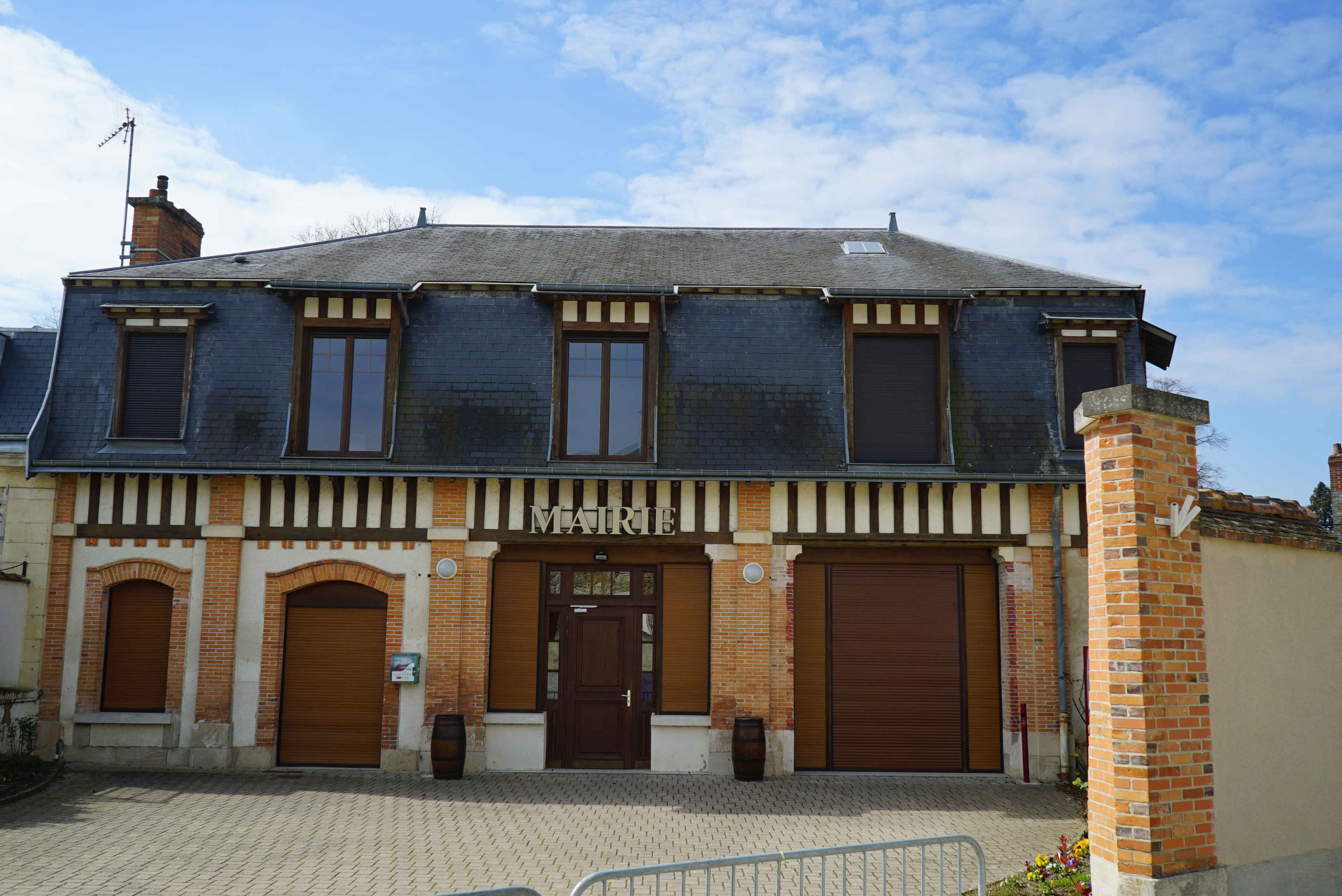

Villers-Allerand è un comune francese di 860 abitanti situato nel dipartimento della Marna nella regione del Grand Est.

## Società

### Evoluzione demografica
Abitanti censiti